# Heike Makatsch

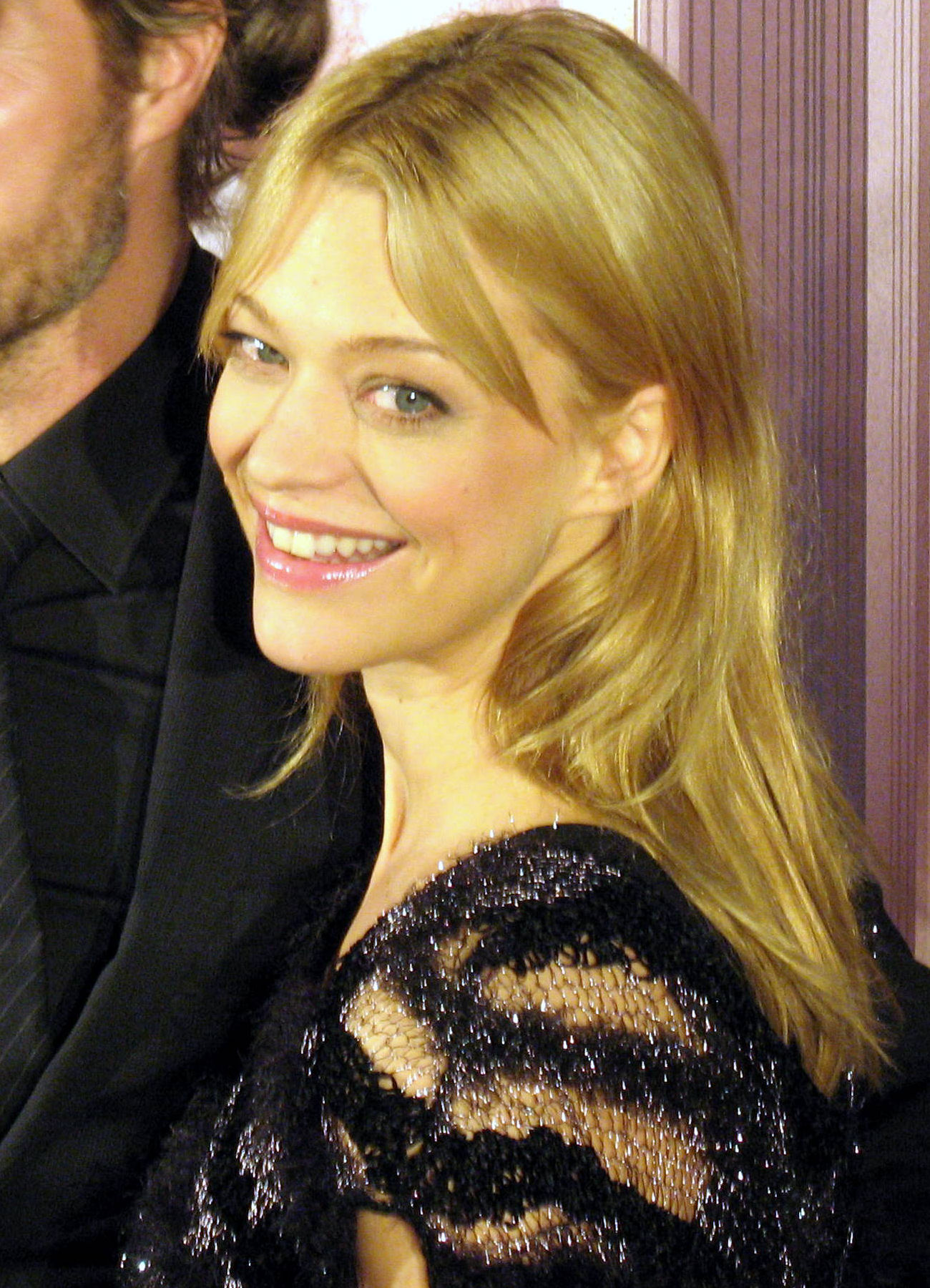
Heike Makatsch

Heike Makatsch (n. 13 august 1971, Düsseldorf) este o actriță, cântăreață și autoare germană.

## Filmografie
- Männerpension (denumirea filmului în SUA: "Jailbirds", regia Detlev Buck, 1996)
- Obsession (regia  Peter Sehr, 1997)
- Bin ich schön? (denumirea filmului în SUA: "Am I beautiful?", regia Doris Dörrie, 1998)
- Liebe deine Nächste (denumirea filmului în SUA: "Love your neighbour", regia Detlev Buck, 1998)
- Aimée & Jaguar (denumirea filmului în SUA: "Aimee & Jaguar", regia Max Färberböck, 1999)
- Gripsholm (regia Xavier Koller, 2000)
- Late Night Shopping (regia Saul Metzstein, 2001)
- Nackt (denumirea filmului în SUA: "Naked", regia Doris Dörrie, 2002)
- Resident Evil (regia Paul W. S. Anderson, 2002)
- Love Actually (regia Richard Curtis, 2003)
- Anatomie 2 (denumirea filmului în SUA: "Anatomy 2" regia Stefan Ruzowitzky, 2003)
- Margarete Steiff (film de televiziune) (regia Xaver Schwarzenberger, 2005)
- A Sound of Thunder (regia Peter Hyams, 2005)
- Keine Lieder über Liebe (denumirea filmului în SUA: "No songs about love", regia Lars Kraume, 2005)
- Mrs. Ratcliffe's Revolution (regia Bille Eltringham, 2007)
- Hilde (regia Kai Wessel, 2009)
- Die Tür (denumirea filmului în SUA: "The door", regia Anno Saul, 2009)
- Tom Sawyer (2011)

## Premii
- Premiul Bambi (2006)